# 霊元丈法
霊元 丈法（よしもと じょうほう、1946年 - ）は、日本の僧侶。

## 学歴
- 京都大学文学部卒業

## 職歴
- 大本山永平寺安居
- 昌竜寺住職
- 總持寺布教部長

## 著書
- 『食禅食悟 食で滅びるな、食で悟れ』さあら出版　1993　さあらライブラリー
- 『曹洞宗檀信徒読本』三成書房　1993
- 『和尚さん教えて お母さん、こどもの質問に答えられますか』三成書房　2001
- 『あっと驚く仏教語 普段使っている日常語にはこんな深い意味があった!』四季社 2005年

## 共編
- 『曹洞宗法問事例大系 第1巻(現代的法問)』大田大穣,楢崎通元,原田雪溪監修 石井修道,高木祐之,中野東禅,春木龍仙共編 小島昭安共編著　四季社　2002

| スタブアイコン | サブスタブ | この項目は、まだ閲覧者の調べものの参照としては役立たない、人物に関連した書きかけの項目です。この項目を加筆・訂正などしてくださる協力者を求めています（P:人物伝/PJ:人物伝）。 |